# والتر غيتس
والتر غيتس (بالإنجليزية: Walter Gates)‏ هو مبارز بالسيف جنوب أفريقي، ولد في 1 يونيو 1871 في Camberwell ‏ في المملكة المتحدة، وتوفي في 1939.

## وصلات خارجية
- والتر غيتس على موقع أوليمبيديا (الإنجليزية)